# Siglo VII

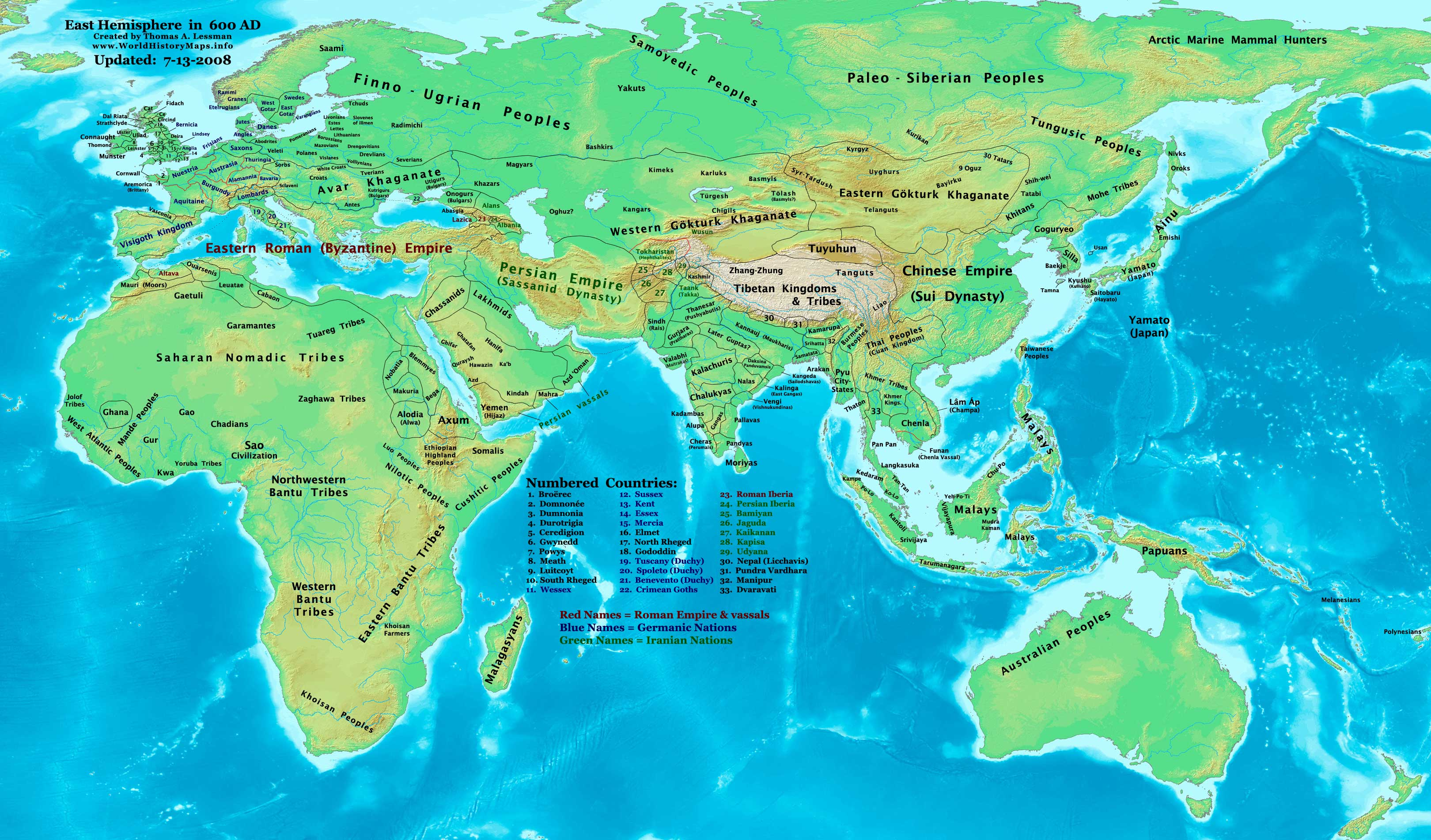
Mapa mundial (excepto América) en torno al año 600.

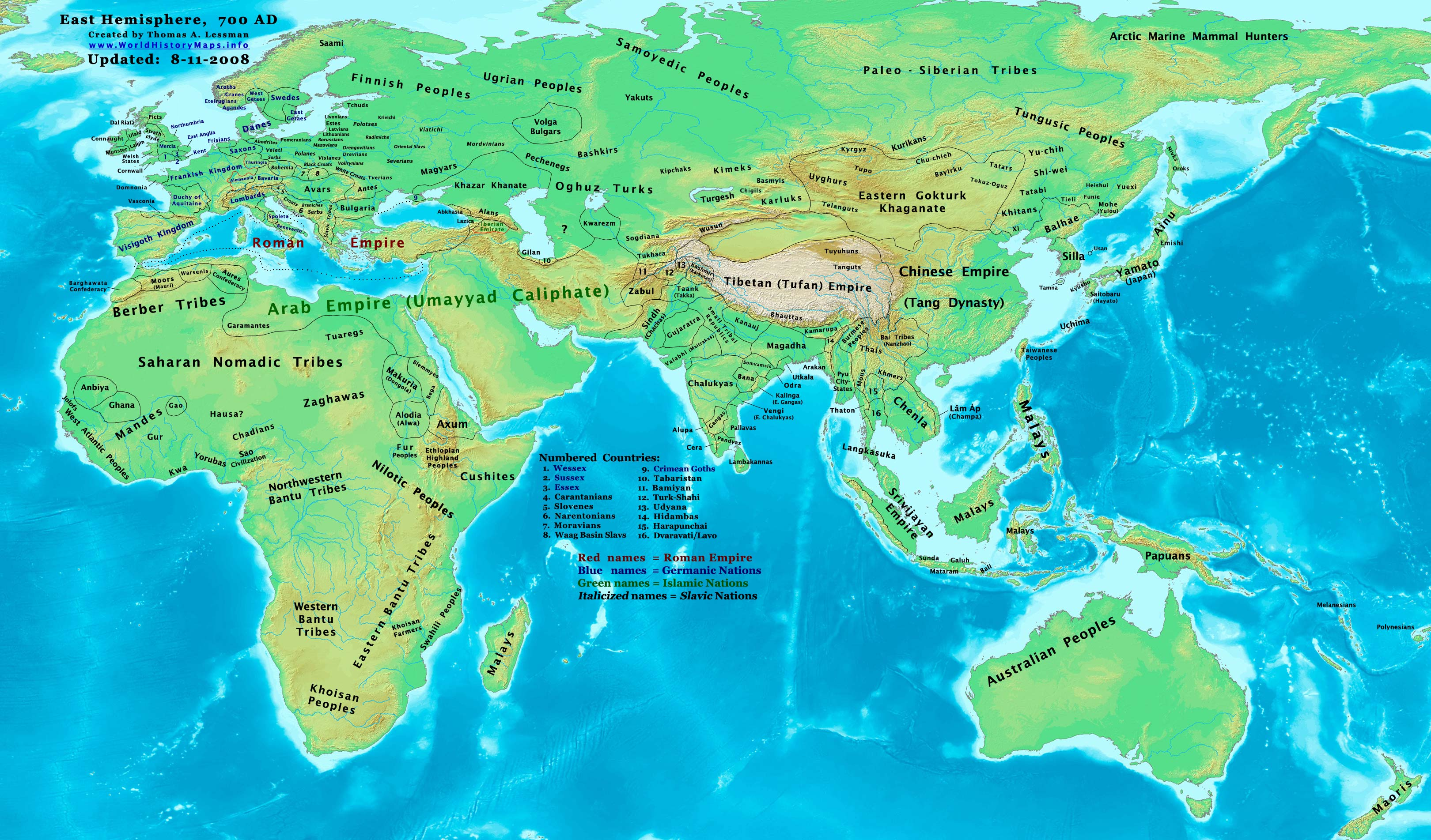
Mapa mundial (excepto América) en torno al año 700.

El siglo VII d. C. (siglo séptimo después de Cristo) o siglo VII e. c. (siglo séptimo de la era común) comenzó el 1 de enero del año 601 y terminó el 31 de diciembre del 700. Es llamado el «Siglo del islam».
Durante este siglo, el profeta Mahoma fundó el islam en la actual Arabia, a partir de entonces, se dio inicio a la denominada expansión musulmana, a lo largo de todo el siglo, los musulmanes conquistarían territorios pertenecientes al Imperio sasánida, que desaparecía en el 651 asimilado por el nuevo imperio musulmán. Por su parte, los bizantinos sufrirían multitud de problemas debido a la expansión de los árabes, pero no todo fueron malas noticias para el Imperio Romano de Oriente, su capital Constantinopla, se convirtió en la mayor ciudad del mundo y una de las más influyentes. En Europa occidental, se inició la denominada Era oscura, que continuará hasta el reinado de Carlomagno. En el Reino visigodo de Toledo. Otro acontecimiento importante que se desarrolló durante este Siglo fueron los Concilios de Toledo.
En China, la Dinastía Tang reemplazó a la Sui, iniciando un periodo culminante de la civilización china y una época dorada de la cultura cosmopolita del Imperio, el cual a su vez logrará grandes avances tecnológicos y científicos.

## Acontecimientos relevantes

### Guerras y política
- 603: Última mención del Senado romano.
- 615: El Imperio Sasánida, dirigido por el rey Cosroes II saquea Jerusalén y se llevan la Vera Cruz.
- 618: La dinastía Tang se hace con el poder en China.
- 622: Hégira de los musulmanes de La Meca hacia Medina. Esta fecha es el inicio del calendario lunar musulmán.
- 626: Los ávaros, los eslavos y el Imperio Sasánida se unen en un intento de tomar Constantinopla, pero fracasan estrepitosamente.
- 627: El emperador Heraclio derrota a los persas-sasánidas poniendo fin a las Guerras Romano-Sasánidas.
- 632: Comienza la denominada expansión musulmana.
- 634: Comienzan las Guerras arabo-bizantinas, muchos territorios bizantinos serán conquistados por los árabes.
- 636: En la Batalla de al-Qadisiyya, los árabes vencen de manera decisiva a los Sasánidas.
- 637: Los árabes conquistan Jerusalén y, al año siguiente, toda Palestina.
- 642: Los árabes conquistan la provincia romana de Egipto, terminando con casi 1000 años de dominación greco-romana (desde la conquista del Egipto persa a manos de Alejandro Magno en el año 332 a. C.)
- 651: Desaparece el Imperio Sasánida tras el asesinato de Yazdgerd III y la toma de Ctesifonte por los árabes. La región de Irán será gobernada por fuerzas extranjeras hasta el auge del Imperio Safávida en el siglo XVI.
- 657: El Imperio Chino derrota a los Turcos occidentales, expandiendo significativamente su territorio.
- 661: Tras el asesinato de Ali Ibn Abi Tálib se establece el Segundo Califato.
- 664: Los musulmanes conquistan Kabul (actual Afganistán)
- 674-678: Los árabes inician el asedio de Constantinopla, los bizantinos triunfan gracias en gran medida al fuego griego.
- 680: El califato Omeya asesina a los familiares de Mahoma en la Batalla de Kerbala.
- 682: Los turcos occidentales recuperan su independencia de China y establecen un nuevo Kanato.
- 690: La consorte Wu Zetian se hace con el poder de China y establece la efímera Dinastía Zhou.
- 697: Paolo Lucio Anafesto es elegido como primer Dux de Venecia dando inicio a la República de Venecia, uno de los Estados más longevos de la historia (que existirá hasta la campaña itálica de Napoleón Bonaparte exactamente 1100 años después)
- 688: El emperador bizantino Justiniano II derrota a los búlgaros.
- 698: Los árabes capturan Cartago, ciudad en manos de los bizantinos.
- 698: Inicia el Período de Estados Norte y Sur en Corea.

### Desastres
- Teotihuacán es saqueada, sus edificios religiosos y políticos son arrasados.

- 694: El rey visigodo Egica acusa a los judíos de colaborar con los musulmanes y los condena a la esclavitud.

### Religión
- 622: Mahoma funda la religión del islam con su predicación por el mundo árabe.
- 691: El budismo se convierte en la religión oficial de China.

### Cultura y ciencia
- Guangzhou (China), se convierte en el puerto más internacional del mundo.
- 610: Heraclio, emperador bizantino, instaura el griego por el latín como idioma oficial del Imperio Romano Oriental.
- 630-1: El emperador Songtsen Gampo contrae matrimonio con dos princesas budistas (una nepalesa y una china), lo que propició la introducción del budismo en el Tíbet, así como la consolidación del alfabeto tibetano.

## Personas relevantes

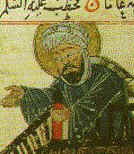
El profeta del islam, Mahoma

- Abu Bakr as-Siddiq (573-634): Primer califa del islam.
- Ali ibn Abi Tálib (599/600-661): Primo de Mahoma y primer Imán de los Chiitas.
- Asparukh de Bulgaria (-700): Fundador del Primer Imperio Búlgaro.
- Berta de Kent (539-612): Princesa merovingia, famosa por introducir el cristianismo en Inglaterra.
- Bonifacio (680-754): Santo y mártir de origen inglés.
- Brahmagupta (598-668): Matemático hindú.
- Caedmon (-680): Poeta inglés.
- Heraclio (575-641): Emperador bizantino, famoso por sus luchas contra el Imperio Sasánida.
- Isidoro de Sevilla Santo arzobispo e intelectual en España desde 599-636 dc.
- Mahoma (570/571-632): Profeta del islam.
- Pacal el Grande (603-683): Gobernante maya.
- Úmar ibn al-Jattab (586/590-640): Segundo califa ortodoxo del islam.
- Uthmán ibn Affán (576-656) Tercer califa ortodoxo del islam
- Wu Zetian (625-705): Única emperatriz de la historia de China.
- Yazdgerd III (-651): Último gobernante del Imperio Sasánida.